# Colin Calderwood
Colin Calderwood (Stranraer, 1965. január 20. –) skót válogatott labdarúgó, jelenleg a Brighton & Hove Albion segédedzője.

## Pályafutása

### Klubcsapatokban
Profi pályafutását az angol Mansfield Town együttesénél kezdte 1982-ben. 1985-ig kereken 100 mérkőzésen lépett pályára. Ekkor leigazolta a szintén angol Swindon Town. Egészen 1993-ig volt a klub játékosa és ezalatt 330 mérkőzésen 20 alkalommal talált be az ellenfelek kapujába. Következő együttese a Tottenham Hotspur volt. Hat szezonon keresztül szerepelt a londoni csapatban. Az 1999–2000-es bajnokságot az Aston Villanal töltötte. Ezután játszott még a Nottingham Forest és kölcsönben a Notts County gárdáinál.
Közel húszéves pályafutásának érdekessége, hogy szülőhazájában soha nem szerepelt egyetlen klubban sem. 

### Válogatottban
A skót válogatottban egy Európa-bajnoki selejtezőn mutatkozhatott be Oroszország ellen. Részt vett az 1996-os Eb-n és az 1998-as vb-n is. Előbbin mindhárom, utóbbin két csoportmérkőzésen volt kezdő.
1995 és 1999 között összesen 36 alkalommal húzhatta magára a címeres mezt és 1 gólt szerzett.

## Külső hivatkozások
- Statisztika a soccerbase.com honlapján (angolul)
- Adatok a Skót labdarúgó-szövetség honlapján (angolul)